# Vícesložková reakce
Vícesložková reakce je chemická reakce, při které se více než dvě sloučeniny mění na jediný produkt, ve kterém zůstává většina atomů z výchozích látek.

## Historie a druhy
Vícesložkové reakce jsou známy více než 150 let. První popsanou reakcí tohoto druhu byla v roce 1850 Streckerova syntéza α-aminokyanidů, z nichž lze získat α-aminokyseliny. Později byla objevena řada dalších; nejlépe prozkoumané jsou vícesložkové reakce isokyanidů, existují také varianty radikálové, založené na organických sloučeninách boru a katalyzované kovy.
Isokyanidové varianty jsou nejvíce využívané, protože isokyanidy mají výjimečné vlastnosti; například rezonují mezi formami obsahujícími dvouvazný a čtyřvazný uhlík, takže se mohou účastnit elektrofilních i nukleofilních reakcí na dvouvazném uhlíku, který se poté exotermicky mění na čtyřvazný. Isokyanidové skupiny se také vyskytují v mnoha přírodních látkách. Nejvýznamnějšími isokyanidovými vícesložkovými reakcemi jsou Passeriniova reakce, kde se ze tří výchozích látek vytváří α-acyloxykarboxamidy, a Ugiova reakce, kde ze čtyř surovin vznikají α-aminokarboxamidy.
Příklady reakcí:
- Trimerizace alkynů
- Biginelliova reakce
- Buchererova–Bergsova reakce
- Gewaldova reakce
- Griecova třísložková kondenzace
- Hantzschova syntéza pyridinů
- Kabačnikova–Fieldsova reakce
- Mannichova reakce
- Passeriniova reakce
- Pausonova–Khandova reakce
- Petasisova reakce
- Streckerova syntéza aminokyselin
- Ugiova reakce
- Asingerova reakce
- Aldehydo-alkyno-aminová reakce (A3 párování)

Tyto reakce se často obtížně provádějí, protože podle srážkové teorie je současná interakce tří a více molekul málo pravděpodobná, a reakce tak probíhá pomalu. Pravděpodobnější jsou posloupnosti reakcí mezi dvojicemi molekul.